# 空間填充模型

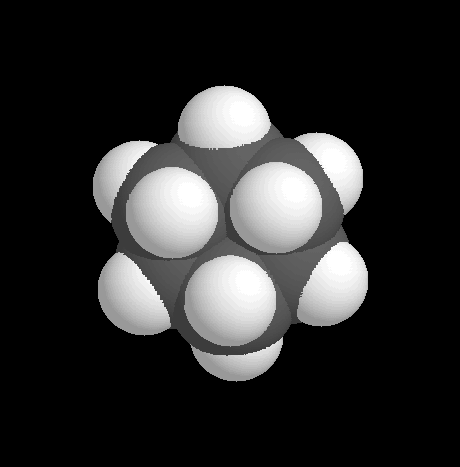
環己烷的空間填充模型。

空間填充模型（英語：Space-filling models）也稱為calotte模型或CPK模型，CPK三個字母是來自Corey、Pauling（萊納斯·鮑林）與Koltun。是一種與球棒模型類似，用來表現分子三維空間分佈的分子模型。是球棒模型的進一步發展，可顯示更為真實的分子外型。

## 外部連結
- More on molecular models and a couple of examples from chemistry and biology （页面存档备份，存于）  (article is in German)